# 山下雅也
山下 雅也（やました まさや、1953年4月5日 - ）は、日本の実業家。元本田技研工業常務取締役。同社購買部門のトップを務め、部品調達改革を主導した。長崎県出身。慶応義塾大学経済学部卒業。

## 経歴・業績
長崎県長崎市出身。長崎県立長崎東高等学校を経て、1977年に慶応義塾大学経済学部を卒業後、本田技研工業（ホンダ）入社。同社では主に購買部門を担当し、2002年購買本部四輪購買一部長、2003年取締役、2005年執行役員を経て、2006年熊本製作所所長に就任した。同製作所は世界各地にある同社の二輪車生産拠点を支援するマザー機能を担うようになっていたが、海外製と比べ高価な日本製の部品を高い割合で調達しており、生産コストが高まっていた。これを受けて山下は、新興メーカーと競争しながらも日本で生産を続けたいと考え、現地調達率を引き下げ海外部品の調達を進める決断を下した。海外の生産拠点についても、現地調達率を高めてきた従来の方針から転換して、グローバル調達を進める方針を示した。2008年、購買本部長を経て常務取締役に就任。ホンダは当時、生産の効率化を目的として二輪車部品の仕様削減を進めており、残した仕様に各車種の部品を切り替えていく取り組みを主導した。取締役、常務執行役員を経て、2012年に常勤監査役となり、2016年に退任した。

## 人物
- 学生時代に本田技研工業への入社を志したきっかけは、ヨーロッパ旅行中に現地の雑誌に掲載されていたホンダ車「シビック」を目にして、そのユニークさに感激したことであるという[1]。

## 略歴
- 1977年3月 - 慶應義塾大学経済学部卒業
- 1977年4月 - 本田技研工業入社
- 2002年4月 - 同社購買本部四輪購買一部長
- 2003年6月 - 同社取締役購買本部四輪購買一部長
- 2005年6月 - 同社執行役員購買本部四輪購買一部長
- 2006年4月 - 同社執行役員生産本部熊本製作所長
- 2008年4月 - 同社執行役員購買本部長
- 2008年6月 - 同社常務取締役
- 2011年4月 - 同社取締役常務執行役員
- 2011年6月 - 同社常務執行役員
- 2012年6月 - 同社常勤監査役
- 2016年6月 - 同退任